# Donkey Kong Jr.

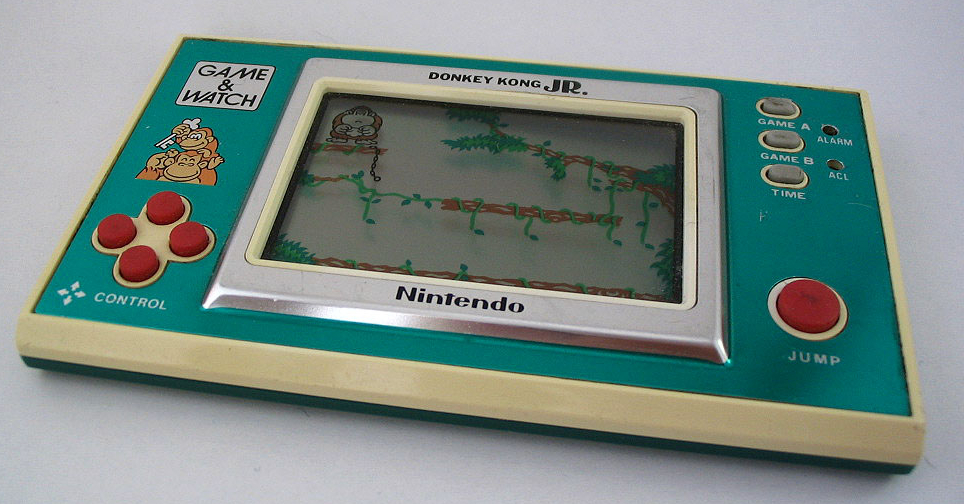
Donkey Kong Jr. para Game & Watch.

Donkey Kong Jr. es una secuela del videojuego arcade, Donkey Kong, lanzado en el año 1982, programada para Nintendo por Shigeru Miyamoto. Conocido por las siglas de DK Jr.
Esta vez Mario tiene prisionero a Donkey Kong (segunda ocasión en la que Mario ha sido antagonista), y su hijo, un pequeño gorila llamado Donkey Kong Jr., tiene que rescatarlo.

## Apariciones
Posteriormente hizo varias apariciones en otros juegos, como en Super Mario Kart de Super Nintendo o en Mario's Tennis de Virtual Boy. Más tarde apareció como personaje secreto en Mario Tennis de Nintendo 64. Donkey Kong Jr. hizo también varios cameos apareciendo en el juego Donkey Kong en su versión de Game Boy y en el juego Super Mario Bros. 3 en su version de SNES. También se vio a Donkey Kong Jr. entre las gradas del Estadio Waluigi en el juego Mario Kart: Double Dash!!. Además, Donkey Kong Jr. también apareció en los juegos Donkey Kong Junior y Donkey Kong II de Game & Watch, apareciendo más tarde en Game & Watch Gallery series.

## Niveles
En el primer nivel, Donkey Kong Jr. tiene que ir trepando por lianas y caminando por plataformas evitando trampas animadas que le arroja Mario (parecidos a los Kremlings, enemigos de los juegos de Donkey Kong Country), hasta colocarse en una plataforma al lado de Donkey Kong.
En el segundo nivel, Donkey Kong Jr. tiene que pasar trampolines, plataformas móviles y lianas, y tiene que evitar a los pájaros que Mario suelta. Debe colocarse en una plataforma al lado de Donkey Kong para pasar la escena. A diferencia de la primera, esta escena no tiene música de fondo, sólo efectos de sonido.
En el tercer nivel, Donkey Kong Jr. tiene que saltar sobre enemigos que parecen chispas eléctricas, en lo que parece el interior de una computadora, algunas permanecen fijas, mientras que otras corren en circuito, debe llegar a la plataforma al lado de Donkey Kong, desde donde Mario le arroja las chispas. La música parece efectos de sonido de una computadora antigua, puros bips y clicks.
El cuarto y último nivel, presenta a Donkey Kong enjaulado y encadenado, al final de cada una de 8 cadenas hay una llave y una cerradura en el extremo contrario, Donkey Kong Jr. debe subir y bajar por las cadenas como si fueran lianas para llevar las llaves a sus candados, mientras que Mario le arroja cocodrilos y pájaros, al final, Donkey Kong cae libre, Donkey Kong Jr. lo atrapa y Mario huye. Luego el juego comienza otra vez.

## Curiosidades
- A menudo se suele confundir a Donkey Kong Jr. con Diddy Kong.
- DK Jr. es un juego que también apareció en portátiles de Game & Watch.
- Nunca se ha dicho que DK Jr. es el padre de DK del juego Donkey Kong Country, solo en teorías.
- La versión del juego de Game & Watch está disponible en la Tienda Nintendo DSi de la consola portátil Nintendo DSi, hasta que cerró definitivamente.
- La versión de NES de este juego fue porteada a Game Boy Advance, específicamente para Nintendo e-Reader, donde al escanear 5 cartas con el contenido del juego, desbloqueabas el juego entero y lo podías guardar en la memoria del e-reader.
- En su versión de Colecco tiene un nivel exclusivo en el dónde Mario estará al lado de un horno, en él dónde te lanzará pasteles de estos.